# یواس‌اس ریلیف (وای‌پی-۲)
یواس‌اس ریلیف (وای‌پی-۲) (به انگلیسی: USS Relief (YP-2)) یک کشتی با طول ۳۵ فوت (۱۱ متر) که در سال ۱۹۱۰ ساخته شد  و از سال 1917 تا 1921 در نیروی دریایی ایالات متحده خدمت می کرد.